# ミスター・マム
『ミスター・マム』（原題：Mr.Mom）は、1983年の（日本公開は1984年5月）アメリカのホームコメディー映画。 ジョン・ヒューズが脚本、スタン・ドラゴッティが監督を務めた。マイケル・キートンの初主演作。

## 概要
- デトロイトの自動車メーカーで働くジャックは妻キャロラインと3人の子供に囲まれて平穏な生活を送っていた。ところが突然リストラされて無職に。そこでキャロラインは広告代理店の職を得て働くことになり、ジャックは主夫として家事を担当することになった。慣れない家事と育児にてんてこ舞いのジャック、一方キャロラインは企画が採用されて仕事を任せられるようになる。クライアントのセクハラ社長がキャロラインに迫ったり、未亡人がジャックに色目を使ったり、二人の危機が訪れる。前年に映画デビューしたキートンの初主演映画でもある。

- 日本車の台頭による自動車業界の低迷も背景にあるが、あくまで夫と妻の立場が逆転した様子をコミカルに描くドタバタ・コメディー/ホームドラマである。またマイケル・キートンは日系自動車メーカーとアメリカ人従業員の軋轢を描いた「ガン・ホー」に出演している。
- 買い物、掃除、育児、近所付き合いをコントのようにネタにしているが、スタンダップ・コメディアンとして経験を積んだキートンの本領発揮となった。また「ロッキー」や「炎のランナー」など映画ネタも散りばめている。
- 80年代90年代のヒット・メーカーとなるジョン・ヒューズの初期作品。後の「ホーム・アローン」に通じるコメディー・センスが感じ取れる。
- 1983年度の北米興業成績において「卒業白書」、「007 オクトパシー」などに続く9位にランキングされるヒットになった。またテリー・ガーはこの年2位のヒット作「トッツィー」に出演している。

出典: “1983 Domestic Yearly Box Office Results”.  Box Office Mojo. 2021年8月2日閲覧。

## キャスト
- マイケル・キートン：ジャック・バトラー
- テリー・ガー：キャロライン・バトラー
- フレデリック・コーラー：アレックス
- タリセン・ジャフィー：ケニー
- コートニー・ホワイト：ミーガン
- ブリタニー・ホワイト：ミーガン
- マーティン・マル：ロン
- アン・ジリアン：ジョーン
- ジェフリー・タンバー：ジンクス
- クリストファー・ロイド：ラリー
- トム・レオポルド：スタン

## スタッフ
- 監督：スタン・ドラゴッティ
- 製作総指揮：アーロン・スペリング
- 製作：リン・ローリング
- 製作：ローレン・シュラー・ドナー
- 製作補：ハリー・コロンビー
- 脚本：ジョン・ヒューズ
- 撮影：ヴィクター・J・ケンパー
- 美術：アルフレッド・スイーニー
- 音楽：リー・ホルドリッチ
- 編集：パトリック・ケネディ